# Іванчо Мігаль Балінтович
Мігаль Балінтович Іва́нчо (5 березня 1942, Дешковиця - 15 квітня 2024, Ужгород) — український майстер різьблення по дереву; член Спілки художників України з 1988 року. Лауреат Закарпатської обласної премії імені Йосипа Бокшая — Адальберта Ерделі за 2002 рік. Чоловік різьбярки Марії Іванчо.

## Біографія
Народився 5 березня 1942 року в селі Дешковиці (тепер Хустський район Закарпатської області, Україна). У 1961 році закінчив відділ художньої обробки дерева Ужгородського училища прикладного мистецтва. Навчався у Миколи Медвецького, Івана Гарапко, Віталія Звенигородського, Василя Свиди, Шандора Петкі.
З 1962 року, разом з дружиною, працював на фабриці «Художпром» в Ужгороді. У 1967 році вони організували цех для виробництва сувенірів у місті Пензі в РРФСР. З 1970 року працював в Ужгороді у Закарпатському художньому фонді. До дня смерті 15 квітня 2024 року жив в Ужгороді в будинку на вулиці Добролюбова № 39.

## Творчість
Працює в галузі декоративно-ужиткового мистецтва. У співавторстві з дружиною автор робіт:
- пластична композиція «Свято врожаю» (1977);
- декоративна решітка (1980);
- декоративна композиція «Свято» (1982—1983);
- декоративний годинник «Знаки зодіаку» (1984);
- декоративно-просторова композиція «Ритми Карпат» (1988);

декоративна пластика
- «Тріо» (1971);
- «Сонце» (1971);
- «Олень» (1972);
- «Натюрморт» (1973);
- «Воля» (1975);
- «Коник» (1976);
- «Птахи» (1976);
- «Щастя» (1976);
- «Верховинка» (1981);
- «Хор» (1981);
- композиція «Капітелі» для олімпійської спортивної бази в Києві (1987).

Подружжя бере участь в обласних з 1970 року, всеукраїнських з 1988 року мистецьких виставках. Персональні виставки відбулися в Ужгороді у 1987, 1993 і 2002 роках.
Деякі твори зберігаються у Закарпатському художньому музеї, Закарпатському українському музично-драматичному театрі.